# Ayenwolde

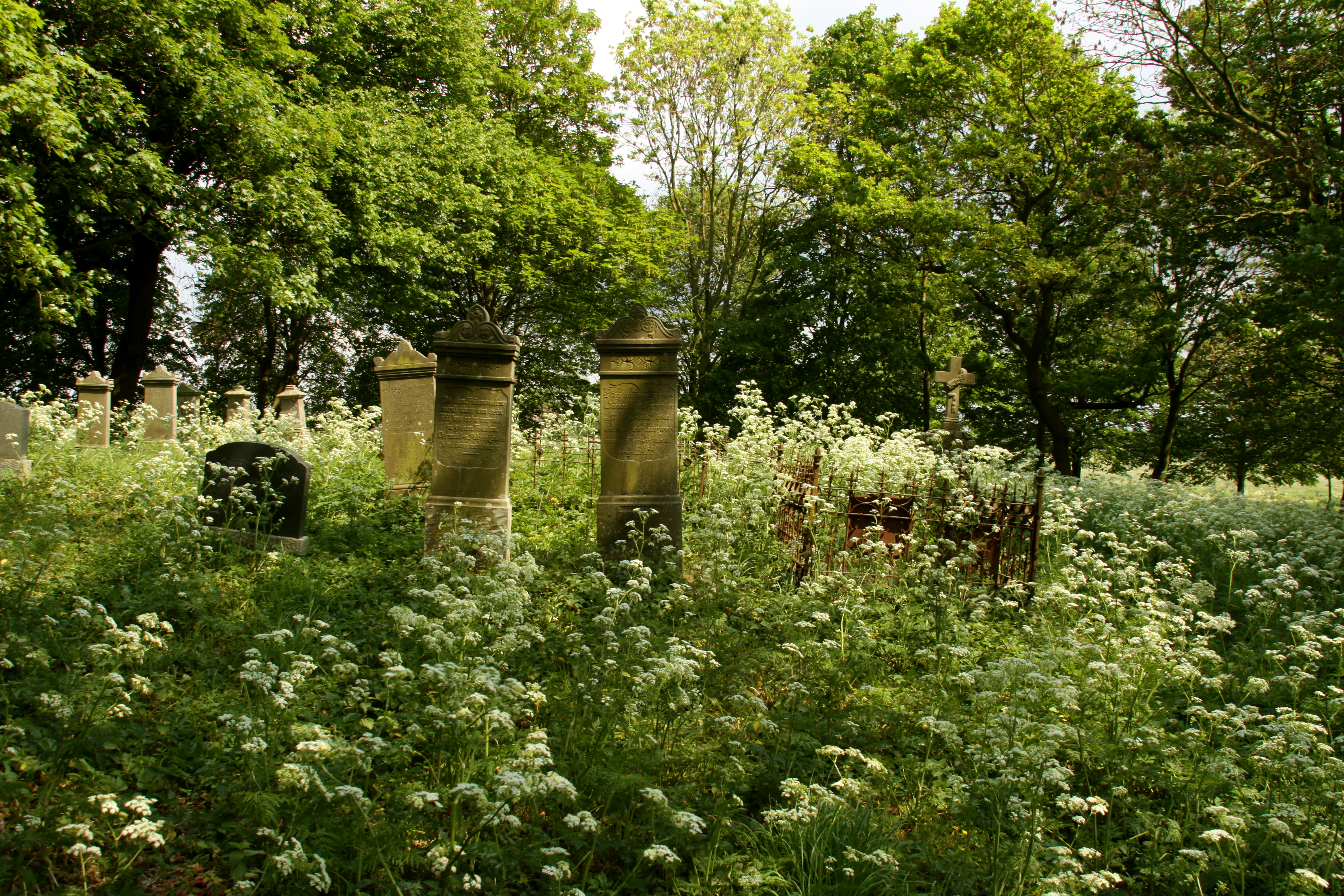
Der historische Friedhof von Ayenwolde

Ayenwolde ist ein Ort in der Gemeinde Moormerland im Landkreis Leer in Ostfriesland.
Es wird bereits in den münsterschen Pfarrregistern des 15. Jahrhunderts als Aldingewalde erwähnt.
Im Testament des Häuptlings Wiard von Oldersum vom 22. November 1461 wird es Alingewolda genannt. Häuptling Wiard vermachte der Kirche St. Maria Magdalena seinerzeit 4000 Mauersteine und Dachziegel zum Bau eines Glockenturmes sowie ein paar Ochsen.
Mit der Reformation hörte Ayenwolde auf, ein eigenes Kirchspiel zu sein. Im Jahr 1566 wurde die Kirche abgebrochen. An den Standort der Kirche erinnert heute noch die Kirchwarf mit Gräbern. Seitdem bildet es mit dem Ort Hatshausen ein Kirchspiel. Beide Dörfer bauten auf der gemeinsamen Dorfgrenze eine neue Kirche mit gleichem Namen.
In der Weihnachtsflut von 1717 wurde die Pastorei hinweggespült.